# Nowhere in Africa
Pour plus de détails, voir Fiche technique et Distribution.
Nowhere in Africa ou Nulle part en Afrique (Nirgendwo in Afrika, dans l'original) est un film allemand de Caroline Link, selon le livre autobiographique Une enfance africaine de Stephanie Zweig. Il est sorti en 2001 en Allemagne et en 2004 en France (titre français : Une enfance africaine).

## Synopsis
En 1938, fuyant une Allemagne de plus en plus inhospitalière pour les Juifs, les Redlich partent s’installer au Kenya, où Walter, avocat de formation, s’occupe désormais d’une ferme. Son épouse, Jettel, issue d’une famille aisée, a toutes les peines du monde à accepter cette rupture. Seule leur fille, Régina, s’adapte et découvre ce nouveau monde en se liant d’amitié avec Owuor, leur cuisinier kényan. Jettel et Walter vont de plus en plus mal. Il leur faudra du temps pour s’acclimater. Mais la guerre s’achèvera un jour, et viendra l’heure du choix. La famille retourne en Allemagne, à bord du SS Almanzora.

## Fiche technique
Sauf indication contraire, les informations mentionnées dans cette section peuvent être confirmées par la base de données cinématographiques IMDb,  présente dans la section « Liens externes ».
- Titre original : Nirgendwo in Afrika
- Titre français : Nowhere in Africa[1] ou Nulle part en Afrique[2],[3]
- Réalisation : Caroline Link
- Scénario : Caroline Link d'après le roman de Stefanie Zweig
- Photographie : Gernot Roll
- Montage : Patricia Rommel
- Musique : Niki Reiser
- Son : Andreas Wölkl
- Décors : Susann Bieling
- Costumes : Barbara Grupp
- Sociétés de distribution : TFM Distribution (France)
- Pays d'origine :  Allemagne
- Genre : Biopic, drame et historique
- Durée : 141 minutes
- Dates de sortie : 2002

## Distribution
(juillet 2024).
- Juliane Köhler : Jettel Redlich
- Merab Ninidze : Walter Redlich
- Sidede Onyulo : Owuor
- Matthias Habich : Walter Süßkind
- Lea Kurka : Regina Redlich (jeune)
- Karoline Eckertz : Regina Redlich (adolescente)
- Gerd Heinz : Max
- Hildegard Schmahl : Ina
- Maritta Horwarth : Liesel
- Regine Zimmermann : Käthe
- Gabrielle Odinis : Femme de chambre Klara
- Bettina Redlich : Madame Sadler
- Julia Leidl : Inge
- Mechthild Großmann : Elsa Konrad
- Joel Wajsberg : Hubert
- Miriam Wajsberg : Ruth
- Marian Lösch : Johannes
- Bela Klentze : Garçon avec le traîneau
- Peter Leneaku : Jogona enfant
- Silas Kerati : Jogona adulte
- Kanyaman : Kimani
- Andrew Rashleigh : Capitaine Caruther
- Anthony Bate : Monsieur Brindley
- David Michaels : Robert Green
- Steve Weston : Monsieur Morrison
- Diane Keen : Madame Rubens
- Andrew Sachs : Monsieur Rubens
- Ken Brown : Bure
- Levit Pereira : Daji Jiwan
- Steven Price : Officier britannique à Norfolk
- M.M. Shah : Patel
- Herbert Knaup : Walter Redlich (voix)
- Jakob Feyock : Garçon à la fête

## Distinctions

### Récompense
- Oscars 2003 : Oscar du meilleur film international

### Nomination
- Golden Globes 2003 : Meilleur film étranger